# Euheresiarches insulindicus
Euheresiarches insulindicus är en stekelart som beskrevs av Heinrich 1934. Euheresiarches insulindicus ingår i släktet Euheresiarches och familjen brokparasitsteklar. Inga underarter finns listade i Catalogue of Life.